# Apodemia nais
Apodemia nais é uma espécie de borboleta na família de borboletas conhecida como Riodinidae. Ela é encontrada na América do Norte.
O número MONA ou Hodges de Apodemia nais é 4408.